# Luxottica
Luxottica Group S.p.A. er verdens største brillekoncern med hovedkontor i Milano, Italiens næststørste by.
Som et vertikalt integreret firma designer, fremstiller, distribuerer og sælger Luxottica deres briller. Dette foregår bl.a. via Lenscrafters, Sunglass Hut, Apex by Sunglass Hut, Pearle Vision, Sears Optical, Target Optical, Eyemed (forsikringsselskab der sælger øjenforsikringer) og Glasses.com. Firmaets bedst kendte varemærker er Ray-Ban, Persol og Oakley.
Luxottica fremstiller også solbriller og almindelige briller for designerfirmaer som Chanel, Prada, Giorgio Armani, Burberry, Versace, Dolce and Gabbana, Miu Miu, Donna Karan, Stella McCartney og Tory Burch.